# James M. Cain
James Mallahan Cain, noto come James M. Cain (Annapolis, 1º luglio 1892 – University Park, 27 ottobre 1977), è stato uno scrittore, giornalista e sceneggiatore statunitense.
È noto soprattutto come autore di romanzi di genere poliziesco, noir, hard boiled, anche se lui rifiutava queste etichette. Alcuni dei suoi romanzi più famosi sono diventati film di grande successo. Si ricordano in particolare The Postman Always Rings Twice (Il postino suona sempre due volte, 1934), che ha avuto diverse riduzioni cinematografiche, tra cui Ossessione di Luchino Visconti; Mildred Pierce (1941), da cui Michael Curtiz trasse l'omonimo film che nell'edizione italiana prese il nome di Il romanzo di Mildred; Double Indemnity (La morte paga doppio, 1943), da cui Billy Wilder trasse il film che nell'edizione italiana si intitola La fiamma del peccato.
Dal 1944 al 1946 è stato sposato con l'attrice Aileen Pringle.
Il suo ultimo romanzo, The Cocktail Waitress, è stato scoperto e pubblicato trentacinque anni dopo la morte, grazie alla ricerca di Charles Ardai, editore e scrittore appassionato delle sue opere. Il libro è uscito nel 2013 in Italia con il titolo La ragazza dei cocktail.

## Opere
(con l'anno della prima edizione, il titolo italiano ove disponibile ed eventuali riduzioni cinematografiche)
- (1930) Our Government
- (1934) The Postman Always Rings Twice (Il postino suona sempre due volte) (da cui il film del 1939 Le dernier tournant diretto da Pierre Chenal, il film del 1943 Ossessione -soggetto non accreditato- diretto da Luchino Visconti, il film del 1946 Il postino suona sempre due volte diretto da Tay Garnett e il film del 1981 Il postino suona sempre due volte con la regia di Bob Rafelson)
- (1937) Serenade (Serenata) (da cui il film omonimo diretto da Anthony Mann nel 1956, titolo edizione italiana Serenata)
- (1941) Mildred Pierce (Mildred Pierce) (da cui il film omonimo diretto nel 1945 da Michael Curtiz, intitolato nell'edizione italiana Il romanzo di Mildred, e la miniserie televisiva omonima in 5 episodi prodotta nel 2011 dalla HBO e diretta da Todd Haynes, con Kate Winslet nel ruolo della protagonista)
- (1942) Love's Lovely Counterfeit (Il contrabbando d'amore, Longanesi 1956) da cui il film di Allan Dwan del 1956 intitolato Slightly Scarlet; titolo edizione italiana Veneri rosse
- (1943) Career in C Major and Other Stories
- (1943) Double Indemnity (nel 1936 era stato pubblicato su Liberty Magazine) (titolo italiano, in prima edizione La fiamma del peccato, poi ristampato in seguito come La morte paga doppio) (da cui l'omonimo film di Billy Wilder del 1944, sceneggiato dal regista con Raymond Chandler; titolo edizione italiana La fiamma del peccato)
- (1944) The Embezzler (nel 1938 era stato pubblicato su Liberty Magazine con il titolo Money and the Woman)
- (1946) Past All Dishonor
- (1947) The Butterfly (La Farfalla) (da cui il film Butterfly - Il sapore del peccato (Butterfly) diretto da Matt Cimber nel 1982)
- (1948) The Moth (La Falena)
- (1948) Sinful Woman
- (1950) Jealous Woman
- (1951) The Root of His Evil (pubblicato anche con il titolo Shameless) (Le radici del male)
- (1953) Galatea
- (1962) Mignon
- (1965) The Magician's Wife (La moglie del mago)
- (1975) Rainbow's End
- (1976) The Institute
- (1981) The Baby in the Icebox (Il bambino nella ghiacciaia) (racconti)
- (1983) Cloud Nine
- (1985) The Enchanted Isle (da cui il film Girl in the Cadillac diretto da Lucas Platt nel 1995)
- (2012) The Cocktail Waitress (La ragazza dei cocktail)

## Filmografia parziale
Molti dei romanzi di Cain sono stati adattati per lo schermo e lo scrittore appare come soggettista o sceneggiatore in numerosi film:
- She Made Her Bed di Ralph Murphy - storia The Baby in the Ice-Box (1934)
- Marco il ribelle (Blockade) di William Dieterle - dialogo addizionale (1938)
- Un'americana nella casbah (Algiers), regia di John Cromwell - dialogo addizionale (1938)
- Sfida a Baltimora (Stand Up and Fight), regia di W. S. Van Dyke - sceneggiatura (1939)
- Siamo fatti così (Wife, Husband and Friend), regia di Gregory Ratoff - romanzo Two Can Sing (1939)
- Le Dernier tournant, regia di Pierre Chenal - romanzo The Postman Always Rings Twice (1939)
- Vigilia d'amore (When Tomorrow Comes), regia di John M. Stahl - storia A Modern Cinderella (1939)
- Money and the Woman, regia di William K. Howard - storia The Embezzler (1940)
- Ossessione, regia di Luchino Visconti - romanzo The Postman Always Rings Twice (1943)
- La fiamma del peccato (Double Indemnity), regia di Billy Wilder - romanzo (1944)
- La carovana dei ribelli (Gypsy Wildcat), regia di Roy William Neill - sceneggiatura (1944)
- Il romanzo di Mildred (Mildred Pierce), regia di Michael Curtiz - romanzo Mildred Pierce (1945)
- Il postino suona sempre due volte (The Postman Always Rings Twice), regia di Tay Garnett - (romanzo) (1946)
- Le catene della colpa Out of the past, regia di Jacques Tourneur - non accreditato (1947)
- Se mia moglie lo sapesse (Everybody Does It), regia di Edmund Goulding - romanzo Two Can Sing (1949)
- Il postino suona sempre due volte (The Postman Always Rings Twice), regia di Bob Rafelson - (romanzo) (1981)